# Neurofibrom

Neurofibrom der Haut, mikroskopisches Bild

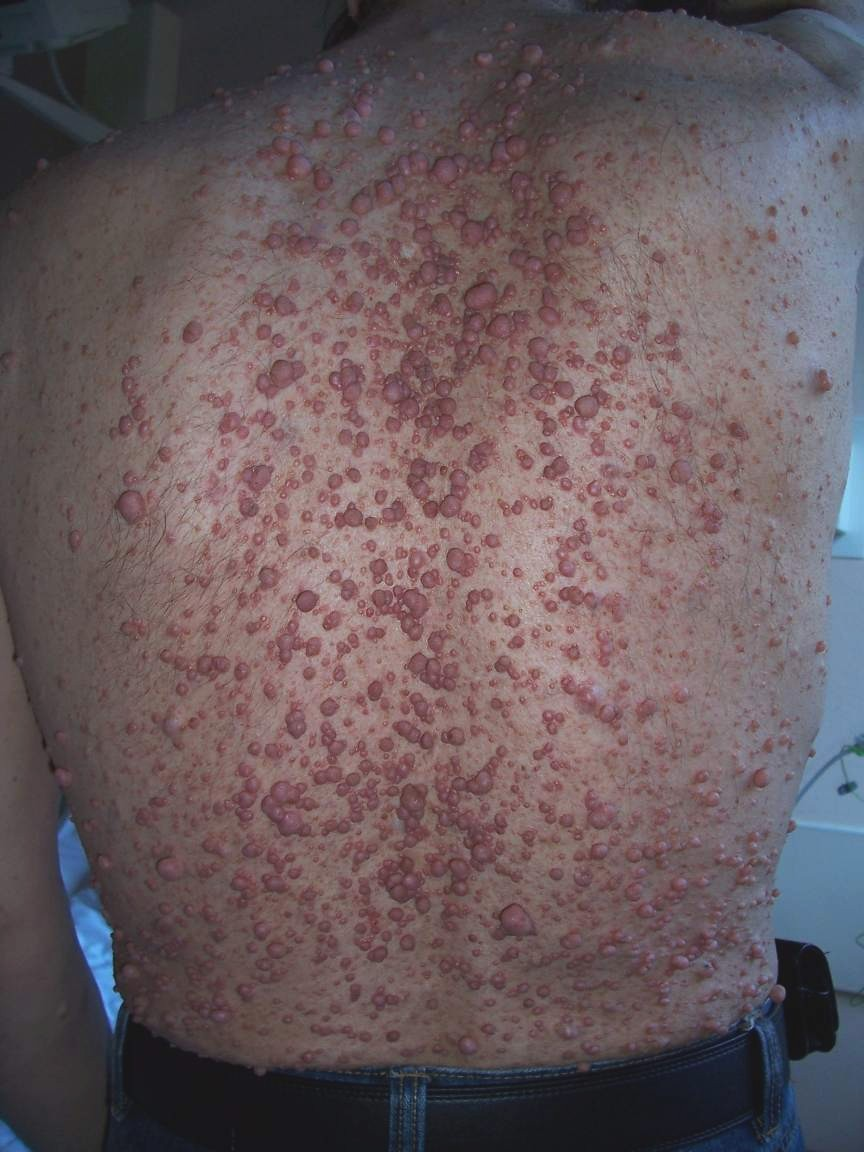
Neurofibrome der Haut, makroskopisches Bild

Neurofibrome sind Nerventumore, die innerhalb des Nervs gut abgrenzbare oder außerhalb des Nervs diffuse Strukturen ausbilden. Sie bestehen aus neoplastischen Schwann-Zellen, Fibroblasten und perineuralen Zellen, die in eine Matrix aus Kollagenfasern eingebettet sind. Sie werden auf der WHO-Skala von I-IV mit der Stufe I klassifiziert. Vom Schwannom unterscheiden sie sich durch einen höheren Gehalt an bindegewebiger Substanz und dadurch, dass sie operativ nicht von den Nerven getrennt werden können und diese in der Regel geopfert werden müssen.
Sie können als solitäre Knötchen praktisch überall, wo Nervengewebe vorhanden ist, auftreten. Am häufigsten treten sie auf der Haut auf. Multiples Auftreten beobachtet man insbesondere bei der Neurofibromatose Typ 1, diese ist auf eine Mutation im NF1-Gen zurückzuführen. Die plexiforme Variante tritt vorwiegend an größeren Nerven auf und es besteht bei dieser ein Entartungsrisiko zum malignen peripheren Nervenscheidentumor (MPNST). Das myxoide Neurofibrom ist typisch für das NAME-Syndrom.

## Therapie
Neurofibrome der Haut können aus kosmetischer Indikation entfernt werden, auch weil Patienten mit ausgeprägten Veränderungen in soziale Isolation geraten können. Hier hat sich die Therapie mit dem Kohlendioxidlaser bewährt, der eine große Anzahl von Fibromen in einer Behandlungssitzung abtragen kann. Eine narbenfreie Entfernung ist jedoch auch mit der Laserbehandlung nicht möglich.
Die chirurgische Entfernung von Fibromen im zentralen Nervensystem und an peripheren Nerven ist mit der Gefahr von Funktionsausfällen verbunden.